# Канаш (Моргауський район)
Кана́ш (рос. Канаш, чув. Канаш) — виселок у Чувашії Російської Федерації, у складі Юнгинського сільського поселення Моргауського району.
Населення — 74 особи (2010; 95 в 2002, 112 в 1979; 141 в 1939, 92 в 1926).

## Історія
Засновано у другій половині 1920-их років. Селяни займались землеробством, тваринництвом. 1930 року утворено колгосп «Маркс». До 1939 року виселок перебував у складі Татаркасинського району, з 1939 року переданий до складу Сундирського, 1962 року — до складу Ядрінського, 1964 року — до складу Моргауського району.